# アリー・リダー
イマーム・アリー・ムーサー・アッ＝リダー（アラビア語:  علي بن موسى الرضا Imām ˤAlī ibn-Mūsā al-Riđā; 766年1月1日 - 818年6月6日  は、シーア派・十二イマーム派の第8代イマーム。名はアリー・イブン・ムーサー・イブン・ジャアファル。ペルシア語ではエマーム・レザーとして知られる。

## 誕生と生涯
アリー・アッ＝リダーはシーア派7代イマーム・ムーサー・イブン・ジャアファル・イブン・ムハンマド・アル＝カーズィム（ペルシア語ではエマーム・ムーサー・カーゼム）とウンム・アル＝バニーン・ナジュマーのあいだにマディーナで生まれた。ちょうど祖父ジャアファル・アッ＝サーディクの死の一月後にあたり、アリーは父の手で教育された。
799年、アリー35歳のとき、父が没しイマームを継いだ。アリーは時のアッバース朝カリフ・ハールーン・アッ＝ラシードから好ましく扱われることはなく、マディーナの人々もアリーのもとを訪れ、学ぶことを禁止された。ハールーン・アッ＝ラシードはアリーの殺害さえ試みたものの、これは不首尾に終わっている。
ハールーン・アッ＝ラシードの死後、アッバース朝の支配権を巡って彼の二人の息子間で内戦がはじまる。息子の一方のアミーンはアラブ人の母を持つためアラブ人の支持を得て、一方異母兄マアムーンはペルシア人の母を持ち、ペルシア系の人々の支持を受けてのものであった。マアムーンはペルシア系の人々はハーシム家に対し好意的であると考え、アリーに対し、ペルシアに赴き謁見するよう命じた。アリー・アッ＝リダーは妻と一人息子ムハンマド・タキーを残して、マルヴに立った。
アミーンを倒すと、マアムーンはアリー・アッ＝リダーを自身の後継者に指名した。シーア派からの支持を得ようとしてのものであったが、このカリフ継承はアリー・アッ＝リダーがマアムーン死亡時に存命であることが条件となっていた。マアムーンはアッバース朝の黒旗を初代イマーム・アリー以来のアリー家伝統の緑色へと変更することさえ行っている。

## 死去
アリー・アッ＝リダーはしかしマアムーンよりも早く818年5月26日、マアムーンとともにトゥースにあったときに亡くなった。後世の学者には、これをマアムーンによる毒殺であると見る者もおり、シーア派ではこの見解をとってアリーを殉教者と考える。アリー・アッ＝リダーの遺骸が葬られた地、今日の都市マシュハドの名は「マシュハデ・レザー」（リダーの殉教地）に由来するものであり、巨大なアリー・アッ＝リダー廟とその複合施設（アースターネ・クドゥス）を持ち、現在でも多くの巡礼を集める地となっている。

## イマームの伝承
イマーム・リダー（彼の上に平安あれ）が言った。
「アッラーのために愛し、アッラーのために嫌い、アッラーのために喜捨を差し出す者は、すなわち信仰が完璧な人々の一人である」 
「過剰な富の蓄えは五つの特徴によるものである。度を越えた欲深さ、大きな期待、非常に強い貪欲、血族との縁切り、来世より現世を好む」
「ムスリム信徒は、三つの美徳をもたなければ真の信者ではない。主の作法、預言者の作法、イマームの作法である。主の作法とは、自分の秘密を隠すこと。ゆえに、偉大なるアッラーは仰せになった。『かれだけが幽玄界を知っておられ、その秘密を誰にも漏らされはしない。かれの御気に召した使徒以外には。』（聖クルアーン72章26、27節） 預言者の作法とは、人々に応じること。至大至高のアッラーは預言者に、人々に親切にするよう命じられた。かれは仰せになった。『赦し、善を命じ、無知の者に背を向けなさい』　イマームの作法とは、良い日にも悪い日にも忍耐すること。偉大なるアッラーは仰せになった。『困苦と苦境には、よく耐え忍ぶ者』（聖クルアーン2章177節）」